# Halenia schiedeana
Halenia schiedeana är en gentianaväxtart som beskrevs av August Heinrich Rudolf Grisebach. Halenia schiedeana ingår i släktet Halenia och familjen gentianaväxter. Inga underarter finns listade i Catalogue of Life.